# Ceres (fartyg)
För det andra fartyget som senare också trafikerade Göta Kanal, se Ceres (fartyg 1953)
Ceres var ett fartyg levererat 1885 från Motala Verkstad i Motala till Motala Ströms Ångfartygs Aktie Bolag. Fartygets varvsnummer var 366. Skrovet var av järn.
Ceres var systerfartyg till Pallas som byggdes samma år.
| Fartygsdata | Vid leverans från varv  |
| ----------- | ----------------------- |
| Längd öa    | 106,0 fot (31,47 meter) |
| Bredd       | 22,5 fot (6,68 meter)   |
| Djupgående  | 9,5 fot (2,82 meter)    |
| Brt/Nrt     | 255/165 ton             |

Fartyget var utrustat med en tvåcylindrig kompoundångmaskin, maskin nr 531, om 50 nom hk (200 ind hk) tillverkad vid Motala Verkstad i Motala. 
Ceres byggdes, liksom Pallas, som ett så kallat expressfartyg med anledningen av den stora tillströmningen av emigranter från Finland till Amerika som reste till Göteborg via Göta kanal. Främsta kravet på fartygen var stort antal liggplatser för första- och andraklasspassagerare och stora däcksytor för däckspassagerare.
Ceres och Pallas var rederiets första fartyg med matsal belägen på däck. Tidigare passagerarfartyg hade matsal under fördäck. Ceres och Pallas byggdes med däckshus i vilka matsal och ”konversationssalong” inrymdes. Ovanpå däckshusen placerades styr- och navigationshytt samt promenaddäck för passagerarna.

## Historik
- 1885	Ceres levererades till rederiet. Kontrakterad byggkostnad var 108 000 kr. Motala  Verkstads förteckning över tillverkade produkter uppger byggkostnaden till 105 000  kr.
- 1925	Fartyget byggdes om och moderniserades 1924-1925.
- 1930	Under senare delen av 1930-talet gick Ceres på grund utanför Ålö huvud vid  Oxelösund och sjönk. Fartyget bärgades och återställdes.
- 1940	Som följd av andra världskriget var fartyget upplagt i Lödöse 1940-1945.
- 1946	Februari. Efter att ha byggts om till logementsfartyg vid Lödöse varv, såldes fartyget  till Oslo kommun i Norge för 45 000 kr. Fartyget användes i Oslo som  logementsfartyg för hemlösa. Senare användes fartyget som logementsfartyg vid bärgningen av det tyska slagskeppet Tirpitz som 1944 sänktes vid Tromsø och senare vid bärgningen av Irisångaren Tauri.
- ??	Fartyget sattes i turisttrafik i Nordnorge under namnet Levanger.
- 1952	Augusti. Efter att ha skadats vid en brand ombord såldes fartyget till Einar Høvding  Skipsopphugging A/S i Sandnessjøen.

I registret för 1951-52 saknas uppgift om fartyget.